# Ткемлана
Ткемлана (груз. ტყემლანა) — село в Грузии, на территории Ахалцихского муниципалитета края (мхаре) Самцхе-Джавахети.

## География
Село находится в южной части Грузии, на правом берегу реки Куры, на расстоянии приблизительно 12 километров (по прямой) к северо-востоку от города Ахалцихе, административного центра муниципалитета. Абсолютная высота — 1037 метров над уровнем моря.

## Население
По результатам официальной переписи населения 2014 года, в Ткемлане проживало 303 человека (154 мужчины и 149 женщин). В национальной структуре населения грузины составляли 99 %, греки — 0,3 %, осетины — 0,3 %, русские — 0,3 %.
| Год  | Население, человек |
| ---- | ------------------ |
| 2002 | 364                |
| 2014 | ↘ 303              |